# Karim Schelkens
Karim Schelkens (Lier, 23 mei 1977) is een Belgisch academicus, biograaf, universiteitshistoricus en dichter.

## Opleiding
Schelkens doorliep zijn secundair curriculum aan het Sint-Norbertusinstituut te Duffel. Hij volgde ook de opleiding tekenkunst aan de Stedelijke Academie voor Schone Kunsten te Lier en vervolgens de opleiding schilderkunst aan de Academie voor Beeldende Kunsten te Mechelen. Karim Schelkens studeerde aan de Katholieke Universiteit Leuven en promoveerde in 2007 onder professor Mathijs Lamberigts met een proefschrift over de geschiedenis van het Tweede Vaticaans Concilie (Vaticanum II). Vervolgens behaalde hij bij prof. Gilles Routhier het postdoctorat d'études aan de Canadese Université Laval (Québec) en was hij actief als onderzoeker van het Fonds voor Wetenschappelijk Onderzoek. Sinds 2015 doceert Schelkens hedendaagse religiegeschiedenis aan de Katholieke Universiteit Leuven en de Tilburg University, waar hij decaan is sedert 2023.

## Academisch werk
Aan de Tilburg School of Catholic Theology (TST) begeleidt Schelkens doctoraatsprojecten rond de impact van het concilie op de veranderende rol van de Rooms-Katholieke Kerk binnen het Europa van de twintigste eeuw. Van 2012 tot 2018 was hij secretaris-generaal van de European Society for Catholic Theology, in die periode realiseerde hij mee de uitbreiding van dit netwerk door het oprichten van afdelingen in Roemenië en Oekraïne. Sinds 2012 specialiseert Schelkens zich in de koloniale geschiedschrijving en in het domein van de historische biografie. Samen met Jürgen Mettepenningen publiceerde hij in 2015 een biografie van Godfried Danneels bij de Antwerpse Uitgeverij Polis, die internationaal ophefmakend was omdat zij een netwerk van hooggeplaatste kardinalen blootlegde, onder de naam De Groep van Sankt Gallen. De biografie die hij in 2020 de Nederlandse oecumenicus Johannes Willebrands behaalde in 2022 de longlist van de Nederlandse Biografieprijs.

## Gedichten
Schelkens publiceerde verzen in het e-zine Meander en in het Nijmeegse poëzietijdschrift Op Ruwe Planken. In het voorjaar 2017 verscheen een bibliofiele bundel van zijn hand bij de Nederlandse literaire uitgeverij Vleugels, onder de titel Verlangen naar beitels (43p.). Schelkens behoort tot het dichterscollectief Dichters van Vrijdag. Hij is opgenomen in de auteurslijst van het Vlaams Fonds voor de Letteren. Bij de Antwerpse uitgeverij Vrijdag verscheen van zijn hand de bundel Enkel tegen enkel, met een cover van Jan Bosschaert.

## Boeken
- Licht in het donkere zuiden. Een cultuurhistorisch portret van de beginjaren van Tilburg University, Amsterdam, 2025.
- met Mathijs Lamberigts & Antonia Pizzey (ed.), Vatican II After Sixty Years. Developments and Expectations Prior to the Council (Brepols Series in Vatican II), Brepols, 2023.
- Strepen trekken door de tijd. Over kerkhistorische geletterdheid, Tilburg, 2024.[7]
- met Arnold Smeets (ed.), Asking Questions on the Anthropocene. An Interschool Symposium, Open Press TiU, Tilburg, 2022.
- met Jos Moons en Sjoerd Mulder (ed.), Op weg naar een luisterende kerk. Synodale ervaringen in verleden en heden, Antwerpen: Halewijn, 2022.
- Johannes Willebrands, 1909-2006. Een leven in gesprek, Amsterdam: Boom, 2020.
- met Dries Bosschaert, Peter De Mey, Mathijs Lamberigts, Hans Tercic en Henk Witte, Vaticanum II Conciliedocumenten. Latijnse tekst en nieuwe Nederlandse vertaling, Antwerpen: Halewijn, Baarn: Adveniat, 2019.
- met Dirk Claes, Gerard Philips, dagboek van twee reizen in Belgisch Congo en Ruanda-Urundi, 1957 en 1959: Kritisch ingeleide en geannoteerde uitgave (Handelingen van de Koninklijke Commissie voor Geschiedenis), Lyon, Brussel: Persée, 2019.
- met Paul van Geest en Joep van Gennip, Het katholicisme in Europa: Een geschiedenis, Amsterdam: Boom, 2018.
- met Stephan van Erp (ed.), Conversion and Church: The Challenge of Ecclesial Renewal (Brill’s Series in Catholic Theology, 2), Leiden, Boston: Brill, 2016.
- met Jürgen Mettepenningen, Godfried Danneels: Biografie, Antwerpen: Polis, 2015.
- met John A. Dick en Jürgen Mettepenningen, Aggiornamento? Catholicism from Gregory XVI to Benedict XVI (Brill’s Series in Church History, 63), Leiden, Boston: Brill, 2013.
- met Henk Witte, J.G.M. Willebrands, John Henry Cardinal Newman: Zijn denkleer en de toepassing op de kennis van God door het geweten (Willebrands Studies, 1), Bergambacht: 2VM, 2013.
- Belofte en herinnering: 50 jaar Vaticanum II (Nikè-reeks, 60), Leuven: ACCO, 2013.
- met Michael Quisinsky en François-Xavier Amherdt (eds.), Theologia semper iuvenescit. Études sur la réception de Vatican II offertes à Gilles Routhier (Théologie prâtique en dialogue 39), Fribourg: Presses Académiques de Fribourg, 2013.
- met Jaroslav Skira, The Conciliar Diary of Metropolitan Maxim Hermaniuk C.SS.R. (1911-1996): Annotated Ukrainian-English Edition (Eastern Christian Studies Series, 15), Leuven: Peeters, 2012
- met Marcel Gielis, Leo Kenis en Guido Marnef (eds.), In de stroom van de tijd: (4)50 jaar bisdom, Antwerpen. Leuven: Davidsfonds, 2012.
- met Gilles Routhier en Philippe Roy (eds.), La théologie catholique entre intransigeance et renouveau: La réception des mouvements préconciliaires par Vatican II (Bibliothèque de la Revué d’Histoire Ecclésiastique, 95), Turnhout: Brepols, 2011.
- The Council Diaries of Edward Schillebeeckx, 1962-1963: Critically annotated bilingual edition (Instrumenta Theologica, 34), Leuven: Peeters, 2011.
- Catholic Theology of Revelation on the Eve of the Second Vatican Council (1958-1962): A Redaction History of the Schema de Fontibus Revelationis (Brill's Series in Church History, 41), Leiden, Boston: Brill, 2010.
- met Jürgen Mettepenningen, Van Concilie tot Concilie: Hoofdlijnen en fragmenten van de geschiedenis van kerk en theologie van Vaticanum I tot Vaticanum II, Antwerpen: Halewijn, 2010.
- met Doris Donnelly, Joseph Famerée en Mathijs Lamberigts (ed.), The Belgian Contribution to the Second Vatican Council: International Research Conference at Mechelen, Leuven and Louvain-la-Neuve (Bibliotheca Ephemeridum Theologicarum Lovaniensium, 216), Leuven, Parijs, Dudley MA: Peeters, 2008.
- Carnets conciliaires de Mgr Gérard Philips, secrétaire adjoint de la commission doctrinale (Instrumenta Theologica, 29), Leuven: Peeters, 2006.

## Prijzen en nominaties
- 2022 - nominatie longlist Nederlandse Biografie Prijs voor Johannes Willebrands. Een leven in gesprek
- 2016 - nominatie Prijs voor het Religieuze Boek voor Danneels: Biografie
- 2013 - Manitoba Day Award voor The Conciliar Diary of Metropolitan Hermaniuk
- 2009 - Charles De Clercqprijs[8] van de Koninklijke Vlaamse Academie van België voor Wetenschappen en Kunsten

- Bibliothèque nationale de France: cb16262022c (data)
- Gemeinsame Normdatei: 1036147525
- International Standard Name Identifier: 0000 0001 1446 6686
- Library of Congress Control Number: no2008050165
- NARCIS: PRS1326813
- Nationale Bibliotheek van Tsjechië: jo20191025725
- Nationale Bibliotheek van Israël: 987007309992505171
- Nederlandse Thesaurus van Auteursnamen: 325895015
- Système universitaire de documentation: 114568758
- Virtual International Authority File: 66276461
- WorldCat: E39PBJp6bhPcqGyDGtRkvJtR8C